# وارسوو (شترالندورف)
وارسوو (به آلمانی: Warsow) یک شهر در آلمان است که در لودویگسلوست-پارشیم واقع شده‌است. وارسوو ۶۷۱ نفر جمعیت دارد.